# Il segreto di Emmanuelle
Il segreto di Emmanuelle  è un film TV del 1993 diretto da Francis Leroi ispirato al personaggio creato da Emmanuelle Arsan.

## Trama
Questo è l'ultimo episodio dei sette film realizzati da Francis Leroi e Alain Siritzky per la televisione francese. 
 In quest'ultima avventura Emmanuelle, sempre in viaggio aereo con Mario come in tutti i precedenti episodi, racconta di un terribile incidente in cui ha perso la memoria. Grazie alle innovative terapie del professor Simon riuscirà a ricostruire il suo passato e a ritrovare se stessa. Sylvia Kristel impersona Emmanuelle per l'ultima volta.